# Martinho do Nascimento
Martinho do Nascimento est un médecin et homme politique santoméen. Il est ministre à la Santé en 2008.

## Biographie
Le 14 septembre 2015, Martinho do Nascimento est élu président de l'Ordre des médecins de Sao Tomé-et-Principe (Ordem dos médicos de São Tomé e Príncipe) par le Conseil de l'Ordre des médecins (Assembleia constituinte da Ordem dos médicos). La cérémonie d'ouverture est présidée par le Président en place, Manuel Pinto da Costa, et celle de clôture par le Premier ministre Patrice Trovoada,,.